# Capoeira
Capoeira (pronunție în portugheză [kapuˈejɾɐ]) este o artă marțială braziliană, respectiv un dans de luptă ale cărei origini provin din regiunea africană  NíGolo unde este cunoscut sub numele de dansul zebrei. Capoeira a fost adus și dezvoltat în perioada colonială de către sclavii africani. La început, practicanții de capoeira erau considerați vagabonzi și tratați ca niște infractori. Acum sunt admirați ca interpreți ai unei discipline spectaculoase iar în anul 2014 a fost introdus pe lista Unesco. Aceasta a fost dezvoltat în Brazilia, în principal, de africani începând cu secolul al XVI-lea. Este cunoscută pentru mișcări rapide și complexe, folosind în principal puterea, viteza și loviturile de picior.
Astăzi se cunosc două direcții principale "vechiul" Capoeira Angola și "modrenul"  Capoeira Regional. Moștenirea africană s-a amestecat pe parcursl timpului în Capoeira Regional cu influențe din alte stiluri de luptă ca de ex. lupte, Jujutsu și Wushu. Această perioadă care începe în anii 1970 dezvoltă influențele acrobatice actuale.
În conținut Capoeira este impregnată de trei elemente: lupta, muzica și  „Roda“(pt  „Cerc“). Tehnica de luptă se distinge printr-o flexibilitate deosebită, există foarte multe rotiri, salturi și mișcări acrobatice. În mod tradițional se cântă muzică  - care provine de obicei din perioada sclavagistă a Braziliei  - pe perioada luptelor.

## Istoric

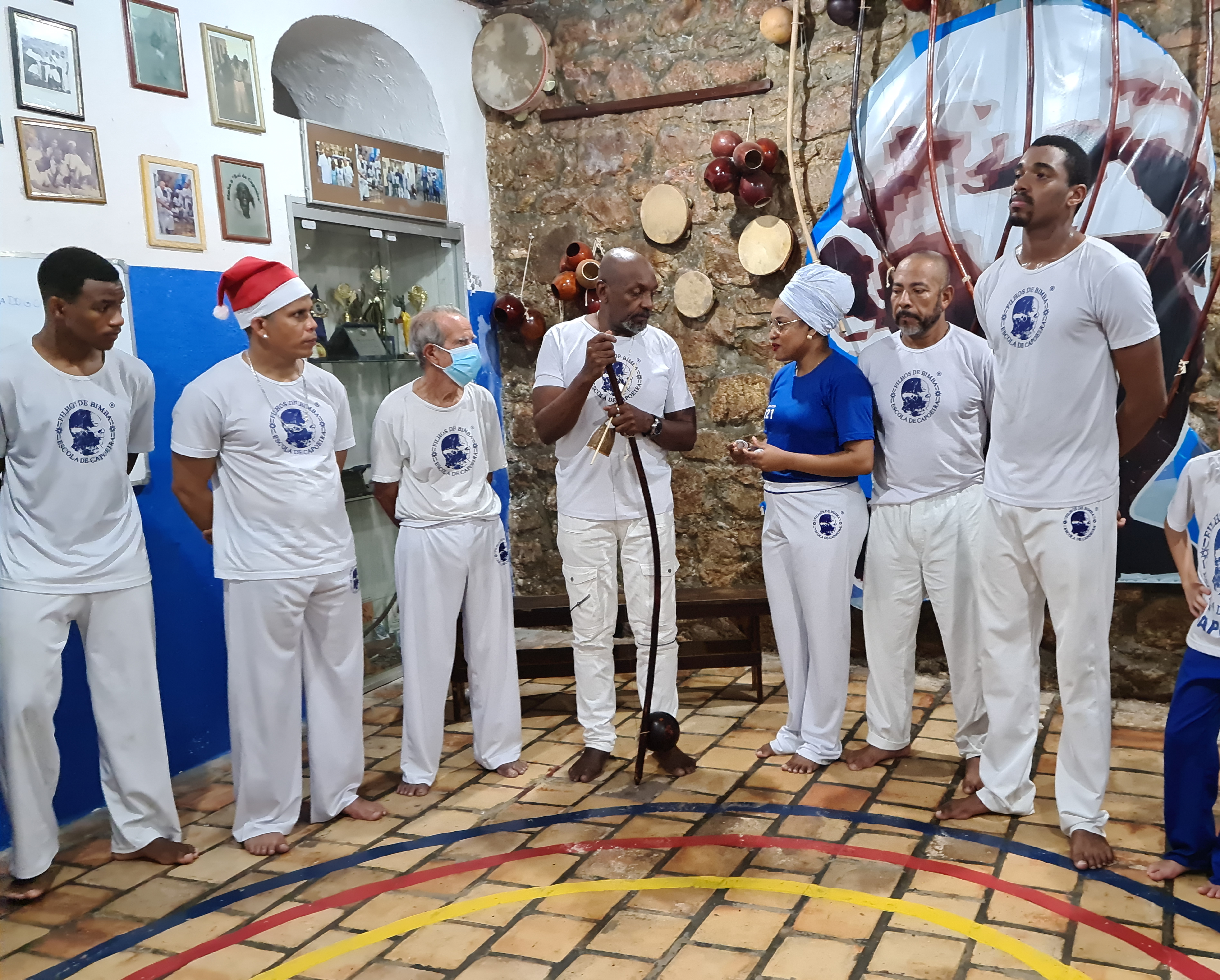
Mestre Bimba group, 2022

În conformitate cu documentele Capoeira este atestată din sec. XVIII. În legislația din 1889 se pedepsea cu exil de la 6 luni la 2 ani practicarea stilului de lupte Capoeira. Această interdicție este ridicată în 1937 de către dictatorul naționalist Getúlio Vargas care decretează Capoeira sport național. Decizia lui a fost influențată de o prezentare făcută de maestrul Mestre Bimba.
Filmul Only the Strong care are în rol principal pe actorul Mark Dacascos oferă o perspectivă generală în stilul de lupte Capoeira versiunea Capoeira Regional.

### Origini

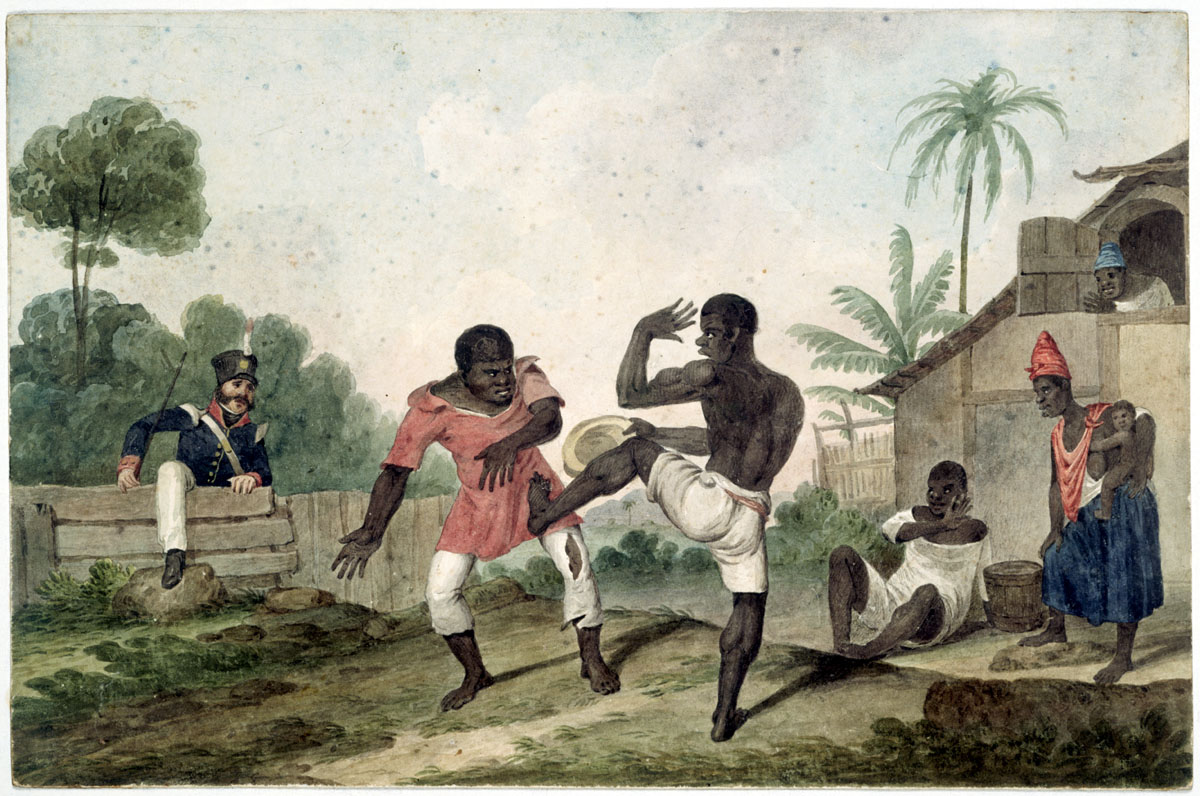
Luptă Capoeira în Brazilia, pictură de Augustus Earle, 1824

În secolul al XVI-lea, Portugalia a revendicat una dintre cele mai mari teritorii ale imperiilor coloniale, dar nu avea oameni să o colonizeze, în special muncitori. În colonia braziliană, portughezii, la fel ca mulți colonizatori europeni, au ales să folosească sclavia pentru a-și construi economia. În primul său secol, principala activitate economică din colonie a fost producerea și prelucrarea trestiei de zahăr. Sclavii, care trăiau în condiții inumane, au fost obligați să muncească din greu și au suferit adesea pedeapsa fizică pentru micile nereguli.
Capoeira își are originea ca produs al tradiției angoleze "Engolo", dar a fost aplicată ca o metodă de supraviețuire cunoscută sclavilor. Era un instrument cu ajutorul căruia un sclav scăpat, complet neechipat, putea supraviețui în pământul ostil și necunoscut și sa confruntat cu vânătoarea capitalelor-do-mato, agenții colonizați înarmați și montați care erau angajați pentru găsirea și capturarea evadaților. Pe măsură ce Brazilia a devenit mai urbanizată în secolele al XVII-lea și al XVIII-lea, natura Capoeira a rămas în mare parte aceeași, totuși, în comparație cu Statele Unite, natura sclaviei era diferită. De vreme ce mulți sclavi au lucrat în orașe și au fost în majoritatea timpului în afara supravegherii comandantului, li s-ar fi însărcinat să găsească o lucrare de făcut (sub formă de muncă manuală) și, în schimb, i-ar plăti stăpânului banii pe care i-au făcut. Aici Capoeira a fost comună, deoarece a creat oportunități pentru sclavii de a practica în timpul și după muncă. Deși a fost tolerat până în anii 1800, aceasta a devenit rapid criminalizată după asocierea sa ca fiind African, precum și o amenințare la adresa regimului de guvernământ actual.

### În prezent

Un luptător de Capoeira

Capoeira este astăzi nu numai o arta marțială, ci și un exportator activ al culturii braziliene din întreaga lume. În anii 1970 maeștrii capoeira au început să emigreze și să o învețe în alte țări. Prezent în multe țări de pe toate continentele, Capoeira atrage în fiecare an mii de studenți străini și turiști în Brazilia. Capoeiriștii străini lucrează din greu pentru a învăța limba portugheză pentru a înțelege mai bine și pentru a deveni parte a artei. Maeștrii capoeira bine cunoscuți învață adesea în străinătate și își înființează propriile școli. Prezentările Capoeira, în mod normal, teatrale, acrobatice și cu puțină marțialitate, sunt viziuni comune în întreaga lume.
Aspectul artei marțiale este încă prezent și încă deghizat, determinând mulți non-practicieni sa-și ignore prezența. Trucul este oricând prezent și experții capoeiriști pot chiar deghiza un atac ca un gest prietenos.
Capoeira este considerată oficial un patrimoniu cultural intangibil al Braziliei de catre UNESCO.

## Răspândire
Actualmente se găsesc școli pe toate continentele.

## Lupta

### Repertoriul mișcărilor
Toate mișcările pleacă de la mișcarea de bază din Capoeira Ginga.
| Mortais              | Traumatizantes                    | Desequilibriantes                | Esquivas                           | Fugas        | Floreios               |
| -------------------- | --------------------------------- | -------------------------------- | ---------------------------------- | ------------ | ---------------------- |
| Meia-Lua de Compasso | Meia-Lua                          | Rasteira                         |                                    | Aú (Roata)   | Negativa               |
| Rabo de Arraia       | Martelo                           | Vingativa                        | Resistencia                        | Macaco       | Relógio                |
|                      | Meia-Lua de Frente                | Banda                            | Esquiva                            | S-Dobrado    | Pião de Mão            |
| Chibata              | Armada                            | Arrastão                         | Cocorinha                          | Aú de Cabeça | Sacarolha (Tirbușonul) |
|                      | Queixada                          | Tesoura (Foarfeca cu picioarele) | Rolé                               | Aú sem Mão   | Mortal (Salto)         |
|                      | Ponteira                          |                                  | Queda de Quatro                    |              | Parafuso (Șurubul)     |
|                      | Bênção (Binecuvântarea)           |                                  | Queda de Rins (căderea pe rinichi) |              | Folha Seca             |
|                      | Cotovelhada (Lovitură cu cotul)   |                                  |                                    |              |                        |
|                      | Cabeçada (Lovitură cu capul)      |                                  |                                    |              |                        |
|                      | Palma (Lovitură cu palma)         |                                  |                                    |              |                        |
|                      | Joelhada (Lovitură cu genunchiul) |                                  |                                    |              |                        |

### Mișcările (alfabetic)
Armada este o lovitură.
Banda este o

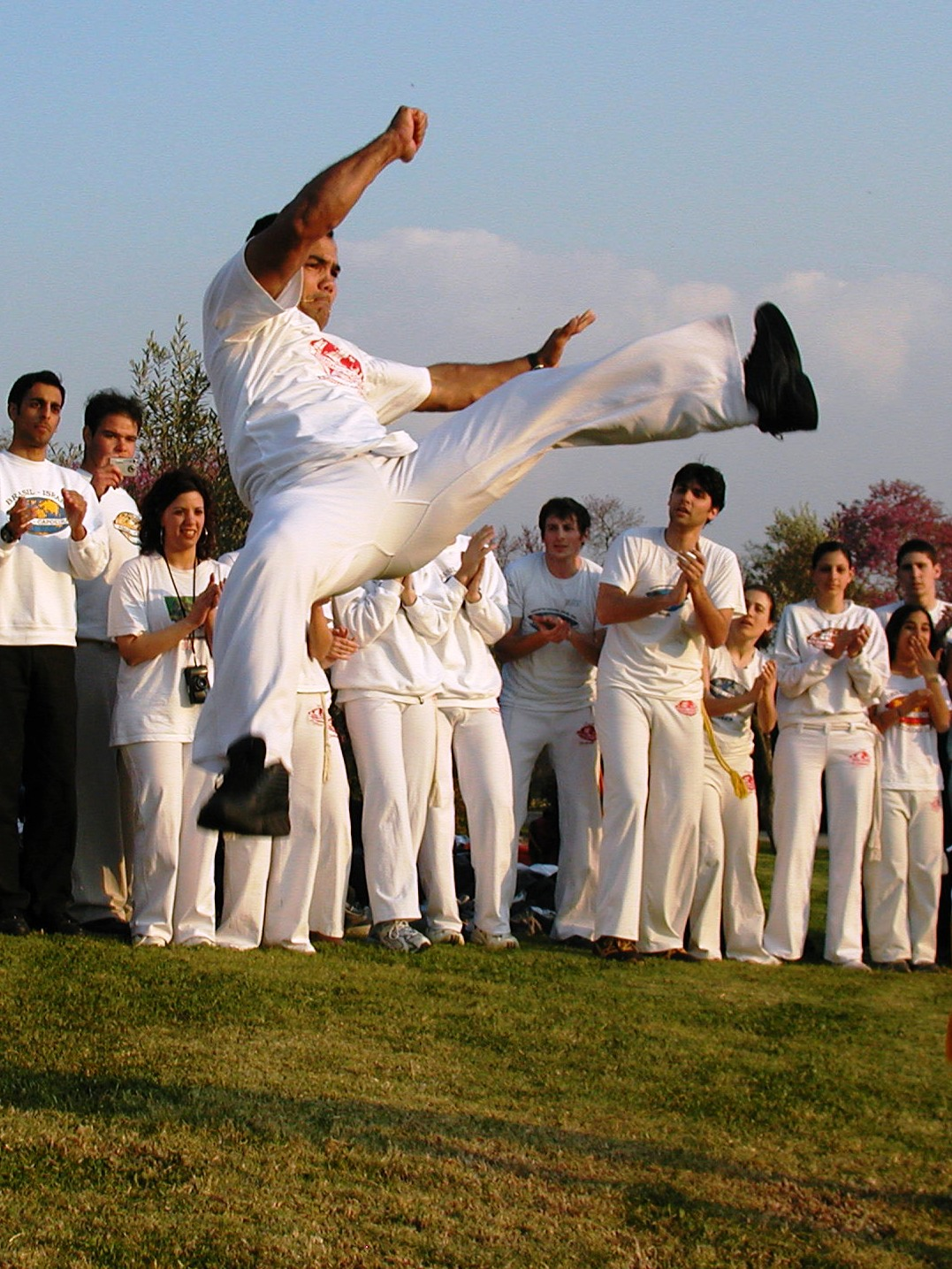
Armada con Martelo

Ginga eset mișcarea de bază din Capoeira.
Meia-Lua (SEMILUNA) este una dintre cele mai importante lovituri de picior.
Meia-Lua de Compasso () este o lovitură de picior.
Meia Lua de Frente este o lovitură de picior.

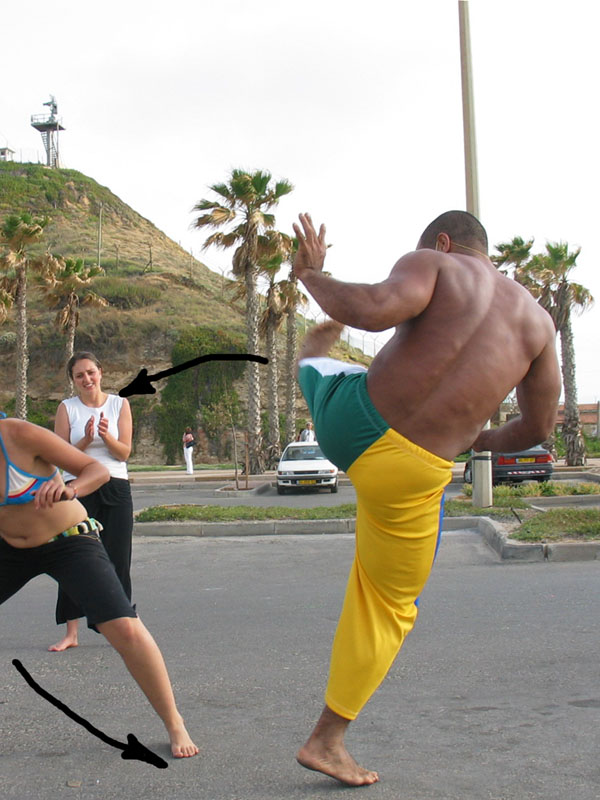
Queixada

Queixada este o lovitură de picior.
Ponteira este o lovitură.

### Reguli

#### Reguli normative
1. Lupta activă are loc doar în  Roda.
2. Încearcă să scoți adversarul din cerc.
  1. Doar picioarele mâinile și capul au voie să atingă solul.
  2. Nu încerca să rănești adversarul
    1. Loviturile cu pumnul închis sunt interzise.
3. O Roda nu poate avea loc fără muzică.
  1. Muzica începe înaintea luptei
  2. Când se termină muzica se termină și jocul.

#### Regulile lui Mestre Bimba
Acestea au fost transmise pe cale orală. și par a fi neobișnuite. Aici un excrept:
1. Când dormi în casă străină dormi cu un ochi deschis și cu unul închis.
2. Nu te retrage în colțuri.
3. Nu merge noaptea pe sub copaci stufoși.
4. Nu fuma.
5. Nu bea. Alcoolul influențează musculatura.
6. Nu comenta.

## Roda

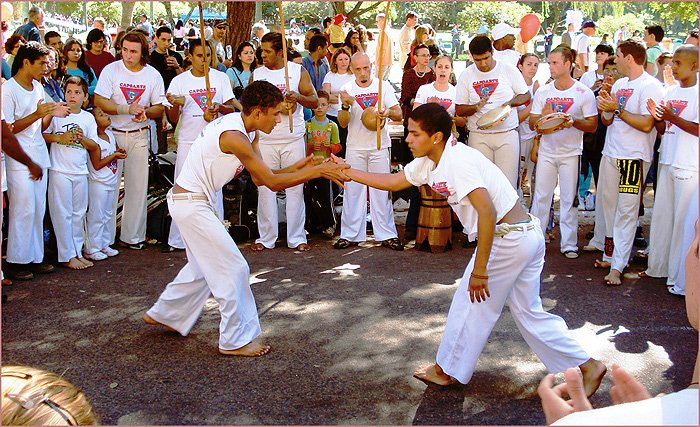
Roda (Porto Alegre, Brazilia)

Roda este un cerc format din practicanți de capoeira, unde fiecare participant cântă piesele tipice și bate din palme în ritmul muzicii. Doi capoeriiști intră în roda și execută jocul potrivit cu stilul cerut de ritmul muzical. Jocul se finisează fie atunci când e oprită muzica, fie când unul din capoeiriști decide să părăsească jocul. Într-o roda  sunt prezente toate aspectele culturale al capoeira, inclusiv și partea marțială. Acrobațiile aeriene sunt comune într-o prezentare roda, în timp ce într-o confruntare de luptă au o prezență mai mică.

## Musica

### Toques (ritmurile)

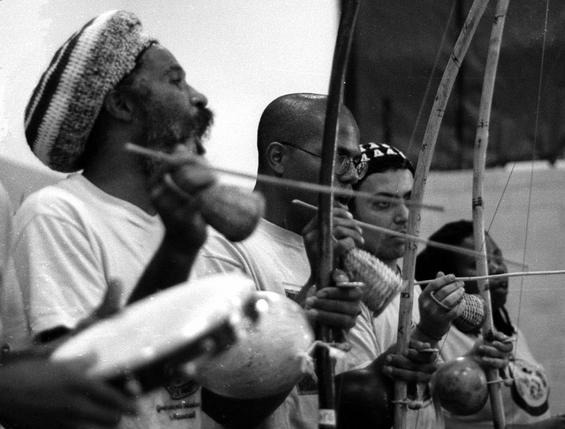
Cântăreț la o Roda

La Roda se folosesc instrumente tradiționale braziliene ca Berimbau, Atabaque și Pandeiro.
Ritmurile:
1. Angola:
2. São Bento Grande de Angola:
3. Benguela:
4. São Bento Grande de Bimba:
5. Iuna:
6. São Bento Pequeno:

### Cantigas (cântece)
Se cântă în portugheză.

### Instrumentele
Instrumentul principal în Capoeira Bateria este Berimbau.
- Pandeiro
- Atabaque
- Reco-reco
- Agogô este un instrument care provine din muzica  Samba.

## Capoeira în spațiul public
Actualmente există ai multe filme, jocuri pe calculator sau reclame care fac referiri clare la Capoeira. Cel mai renumit film este Only the Strong din anul 1993. Alte filme dedicate acestui sport sunt:
- Cordão de Ouro (1977)
- The Quest (1996) cu Jean-Claude Van Damme și maestrul César Carneiro als Capoeirista
- Revenge of the Warrior (2005) cu Tony Jaa în rolul principal și Lateef Crowder expert în Capoeria
- Undisputed 3 cu Scott Adkins în rolul principal și  Lateef Crowder expert în Capoeria
- Steven Soderbergh prezintă în Ocean’s 12 o scenă cu Vincent Cassel la o luptă de Capoeira.
- Besouro - Die Geburt einer Legende prezintă istoria lui  Besouro Mangangá, (de fapt Manuel Henrique Pereira), unul din cei mai renumiți Capoeiristas.

În filmele video Dirrty (Christina Aguilera),  Roots Bloody Roots (Sepultura) și Black Eyed Peas (Sérgio Mendes) sunt prezentate lupte Capoeira. La fel în videoclipurile muzicale Maria Maria(Carlos Santana), Rich Girl(Gwen Stefani),  Say Hey(Michael Frantis), You Can Get It (Mark Medlock) și Sweet Freedom(Safri Duo), Taboo (Don Omar).
Personajul „L“ din producția  Manga Death Note se apără folosind Capoeira. Un rol deosebit este acordat Acestui stil de luptă în jocul video Tekken și în filmul produs după acest joc Tekken (2010).

## Literatură
- Bira Almeida: Capoeira, a Brazilian Art Form: History, Philosophy, and Practice, Ediția a 2-a 1986, North Atlantic Books, ISBN 0-938190-29-6
- Mestre Nestor Capoeira: Capoeira – Kampfkunst und Tanz aus Brasilien., Ediția a 5-a 2001, Verlag Weinmann, ISBN 3-87892-068-7
- Mestre Nestor Capoeira: Capoeira: Roots of the Dance-Fight-Game, 2002, North Atlantic Books, ISBN 1-55643-404-9
- Mestre Nestor Capoeira: A Street-Smart Song: Capoeira Philosophy and Inner Life,  Blue Snake Books/Frog Ltd. 2006, ISBN 1-58394-155-X
- Greg Downey: Learning Capoeira: Lessons in Cunning from an Afro-Brazilian Art, Oxford University Press Inc. 2005, ISBN 0-19-517697-9
- John Lowell-Lewis: Ring of Liberation: Deceptive Discourse in Brazilian Capoeira, University of Chicago Press 1992, ISBN 0-226-47683-9
- Mestre Bola Sete: A Capoeira Angola na Bahia, Verlag Pallas (nur in portugiesischer Sprache erhältlich), ISBN 85-347-0271-3
- Tiago de Oliveira Pinto: Capoeira, das Kampfspiel aus Bahia. În Tiago de Oliveira Pinto (Ed.): Brasilien. Einführung in die Musiktraditionen Brasiliens. Schott, Mainz  1986, ISBN 3-7957-1811-2
- Tiago de Oliveira Pinto: Capoeira, Samba, Candomblé. Afro-brasilianische Musik im Recôncavo, Bahia. Reimer, Berlin 1991, ISBN 3-496-00497-5